# Antonio Porta Pernigotti
Antonio Alejandro Porta Pernigotti (Santa Fe, 28 ottobre 1983) è un ex cestista e allenatore di pallacanestro argentino con cittadinanza italiana.
È alto 188 cm e pesa 86 kg. Giocava come playmaker.

## Carriera

### Giovanili e club
Cresciuto nell'Echague Parana, in Argentina, nel 2002 viene acquistato dall'Esseti Imola, in Legadue. Gioca appena dieci partite con gli emiliani; a dicembre passa al Basket Livorno ed esordisce in Serie A il 1º dicembre contro Cantù. In Toscana gioca altre tre stagioni da titolare, con una media di punti a partita che tocca i 12 nel 2005-06. Nel 2006-07 passa all'Angelico Biella.
Il 20 agosto 2008, dopo un'annata in Russia nello Spartak San Pietroburgo, ritorna nel campionato italiano ingaggiato dall'Air Avellino. Al termine della stagione 2009-2010 non viene riconfermato dalla società irpina. Nel novembre 2010 passa alla Tezenis Verona, militante nel campionato di Legadue. Nell'ottobre 2012 inizia la stagione allo Scafati Basket, nel campionato di Legadue, ma a febbraio viene tagliato. Vola così in Spagna per una parentesi al Valladolid.
Nel novembre 2013 firma in Danimarca con i Svendborg Rabbits, rimanendovi per più stagioni. Con gli scandinavi gioca la sua ultima partita nel gennaio 2016, poi si libera per accettare la chiamata dell'Amici Pallacanestro Udinese, contribuendo alla promozione dalla Serie B alla A2.

### Nazionale
Ha preso parte alla spedizione olimpica dell'Argentina ai Giochi di Pechino. Nel torneo di pallacanestro ha ottenuto con la sua nazionale un significativo terzo posto. Gli argentini hanno guadagnato la medaglia di bronzo nella finale 3/4 posto contro la Lituania dopo aver combattuto alla pari e perso contro gli Stati Uniti in semifinale.